# NGC 526B
NGC 526B је лентикуларна галаксија у сазвежђу Вајар која се налази на NGC листи објеката дубоког неба.
Деклинација објекта је - 35° 4' 9" а ректасцензија 1h 23m 56,9s. Привидна величина (магнитуда) објекта NGC 526 износи 13,0 а фотографска магнитуда 14,0. NGC 526B је још познат и под ознакама ESO 352-66, MCG -6-4-20, AM 0121-351, PGC 5135.